# Дмитровка (Калужская область)
Дмитровка — деревня в Людиновском районе Калужской области России.
В 2020 году деревне присвоено почётное звание Калужской области «Рубеж воинской доблести»

## География
На Ольховку ведёт большая Смоленская дорога — Маклаки — Новослободск — Котовичи — Букань. Дмитровка находится в 132 верстах от города Жиздра. Село расположено на реке Сектец и граничит с деревней Букань. Водохранилище, примыкающее к сёлам, было образовано в 1980-х годах, путём постройки плотины на реке Сектец.

## История
Село Дмитровка было образовано в конце XVII века. Село расположено рядом с деревней Котовичи. Кроме того, у села находится водохранилище, именуемое как Ольховка.

## Население
В 1859 году количество жителей составляло 143. В 1892 году — 327, в 1913 — 1044 человека. В настоящее время население снижается с каждым годом, однако село всё ещё существует как административная единица.
| 2002 | 2010 |
| ---- | ---- |
| 6    | ↗16  |